# Werdum
Werdum is een zeer kleine gemeente in de Duitse deelstaat Nedersaksen. Samen met zes andere gemeenten in de omgeving vormt het de Samtgemeinde Esens in het Landkreis Wittmund.
Werdum telt 737 inwoners..

## Plaatsen in de gemeente
- Ortsteile: Werdum, Edenserloog, Gastriege (beide direct ten oosten van Werdum)
- Overige plaatsen, in het algemeen gehuchten: Groß Husum, Klein Husum, Anderwarfen, Wallum en Nordwerdum

## Ligging, infrastructuur
Werdum ligt vier kilometer ten zuiden van de Noordzee-badplaats Neuharlingersiel, en ongeveer zeven kilometer ten oosten van het stadje Esens, waar het bestuur van de Samtgemeinde Esens is gevestigd.
Enkele kilometers ten oosten van het dorp loopt de Bundesstraße 461.
De gemeente leeft vooral van het toerisme naar de nabijgelegen badplaatsen.

## Politiek
De gemeente wordt bestuurd door een gemeenteraad bestaande uit 9 gekozen raadsleden. Als onderdeel van een samtgemeinde heeft Werdum geen gekozen burgemeester, maar kiezen de raadsleden een burgemeester uit hun midden die een voornamelijk ceremoniële functie uitoefent.
De laatste raadsverkiezingen waren in 2021. Alle negen gekozen raadsleden behoorden tot een lokale partij.

## Bezienswaardigheden

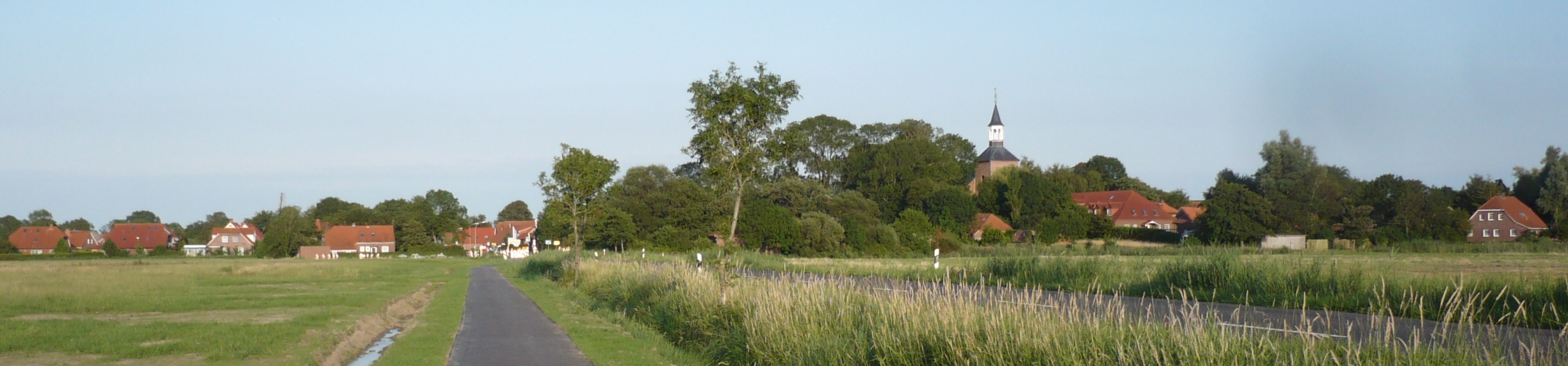
Werdum, gezien vanuit het westen
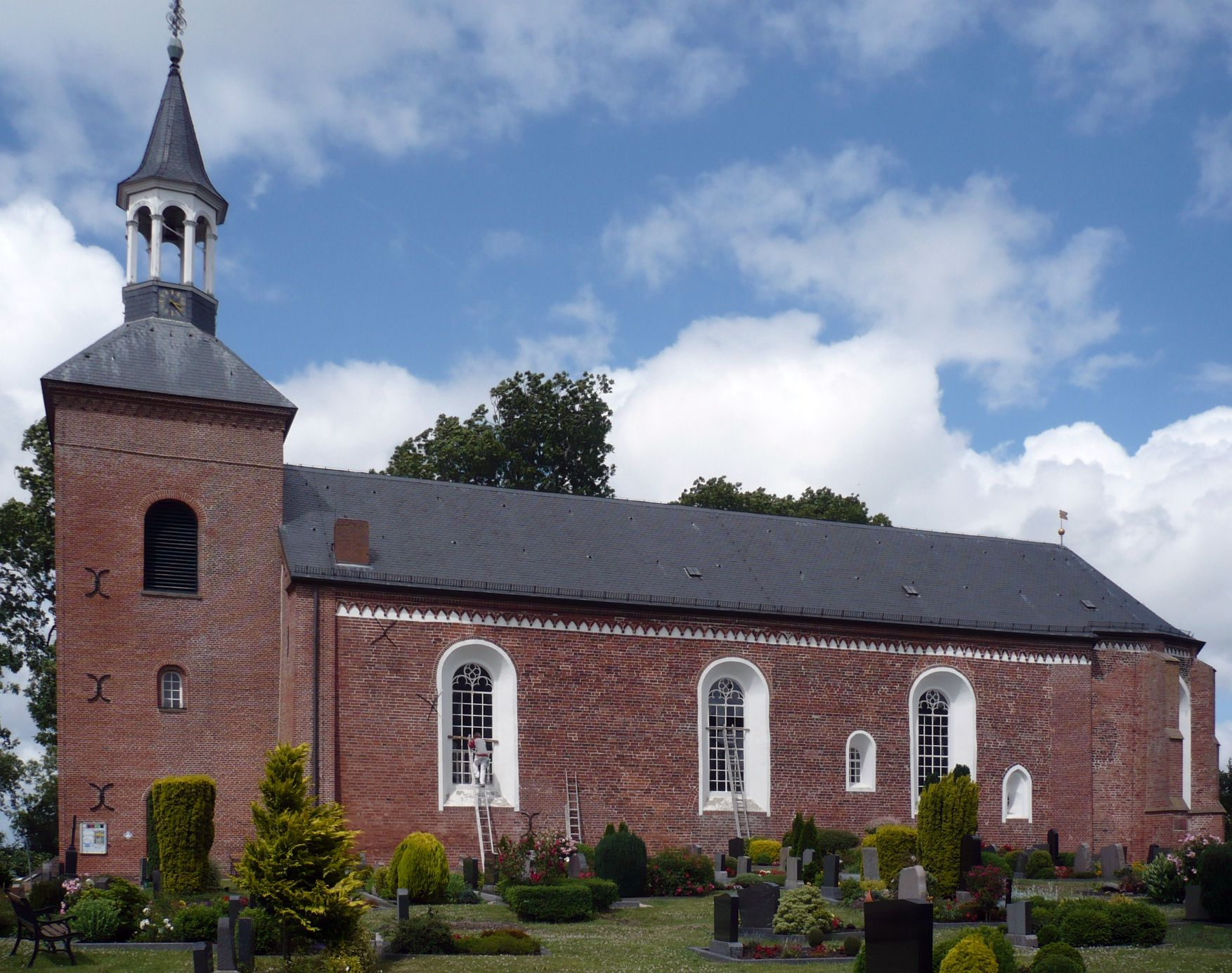
Sint-Nicolaaskerk Werdum
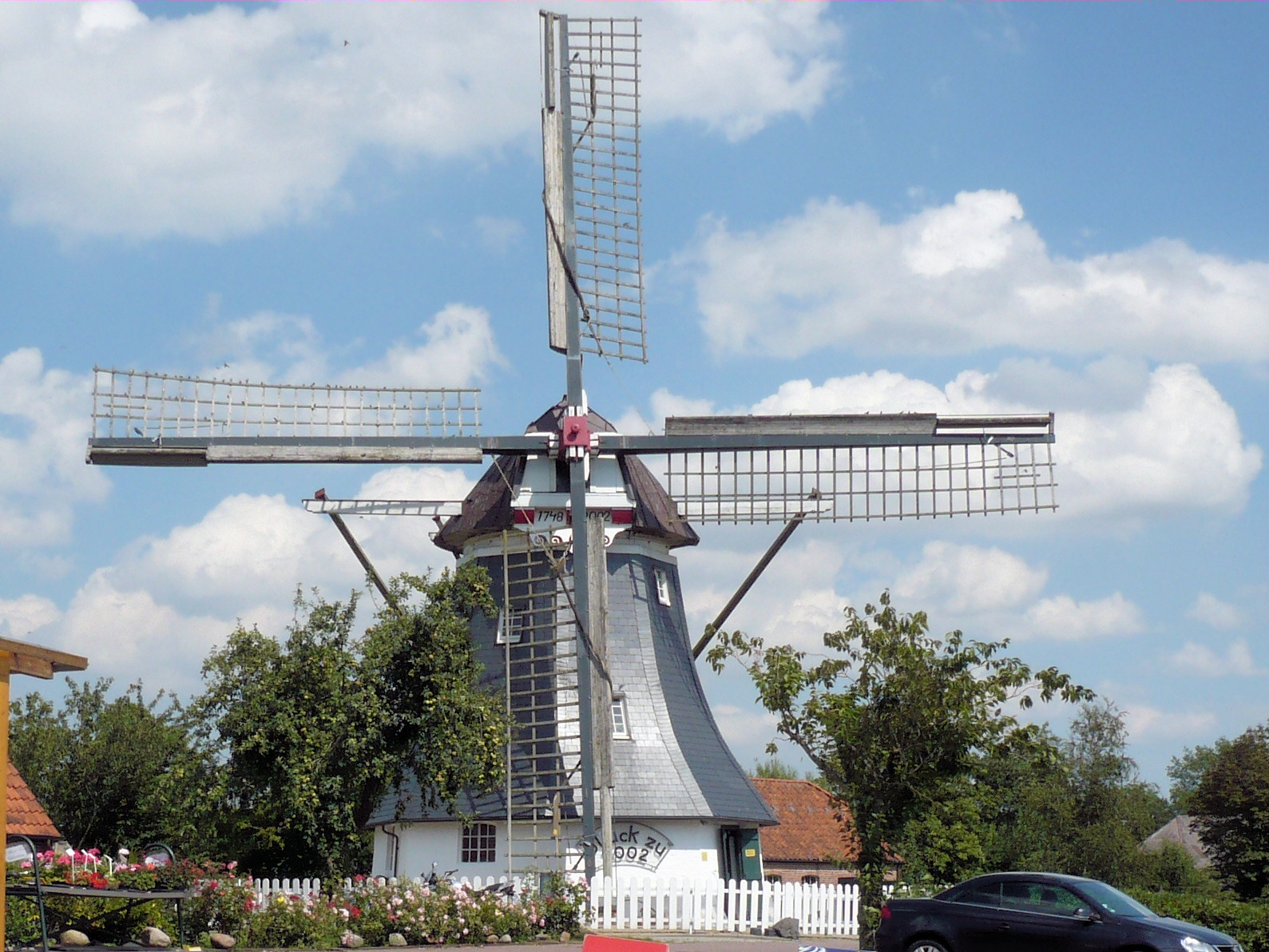
De Werdumer Molen
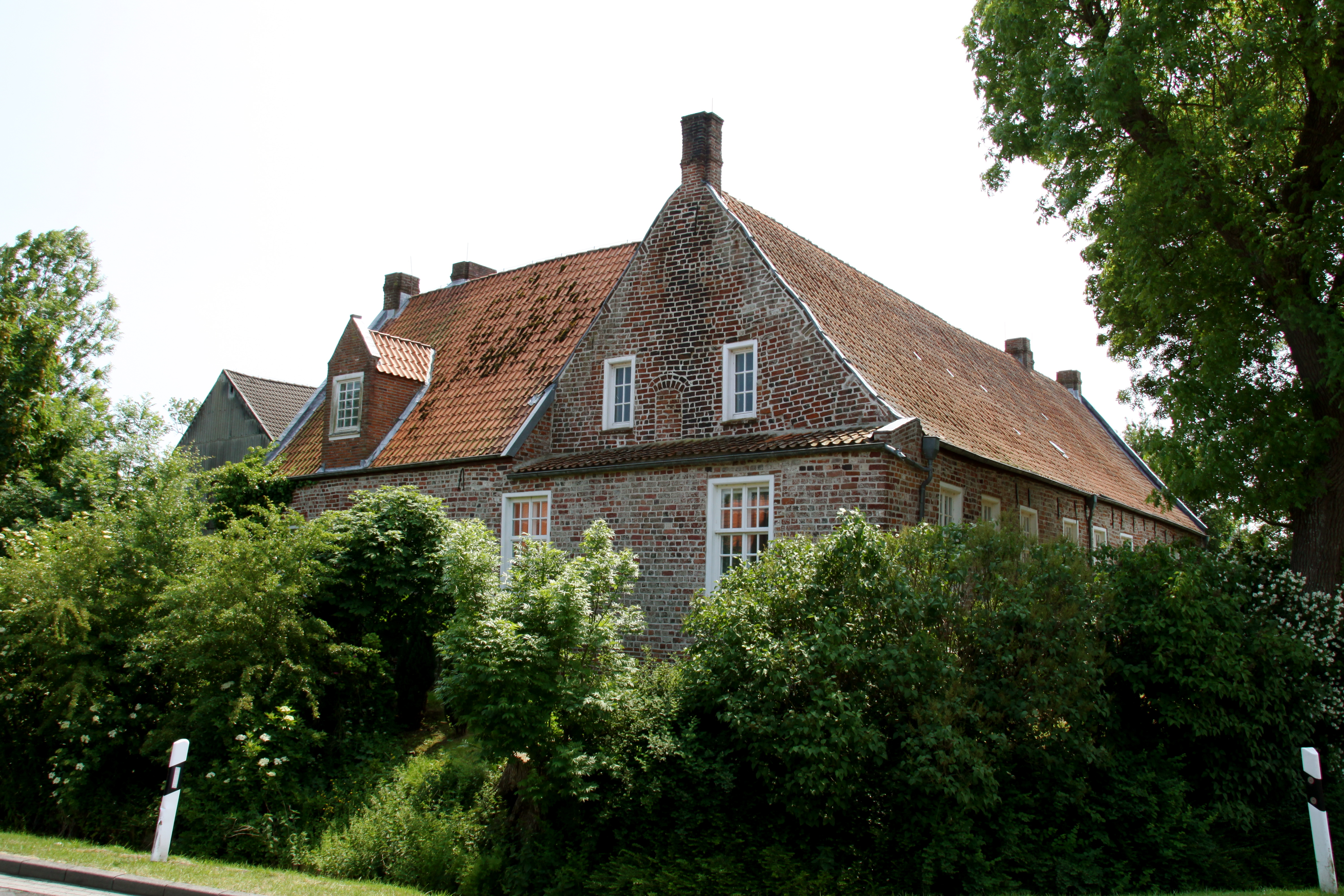
Borg te Edenserloog

Bezienswaardig zijn:
- de in 1327 op een warft gebouwde Sint-Nicolaaskerk te Werdum
- de Werdumer Molen
- de Burcht Edenserloog, die in beperkte mate bezichtigd kan worden, het oudste niet-kerkelijke bouwwerk van de streek Harlingerland

- Gemeinsame Normdatei: 4108009-9
- Library of Congress Control Number: n85175300
- Nationale Bibliotheek van Israël: 987007555451205171
- Virtual International Authority File: 151337398